# Laganas
Laganas  este un oraș în Grecia în prefectura Zakynthos.